# دياس كايريس
دياس كايريس (بالبرتغالية: Yahenda Joaquim Caires Fernandes‏) (18 أبريل 1978 بأنغولا - ) هو لاعب كرة قدم أنغولي في مركز الدفاع. شارك مع منتخب أنغولا لكرة القدم. أما مع النوادي، فقد لعب مع إنتر كلوب وبترو إتليتيكو وأتلتيكو سبورت أفياتسو وساغرادا إسبيرانسا.

## روابط خارجية
- دياس كايريس على موقع قاعدة بيانات كرة القدم.إي يو (الإنجليزية)
- دياس كايريس على موقع ناشيونال فوتبول تيمز (الإنجليزية)